# مقاطعة باتكين
باتكين أوبلاستي هي منطقة (إقليم) في قيرغيزستان. عاصمتها باتكين. ويحدها من الشرق أوش أوبلاستي، ومن الجنوب والغرب والشمال طاجيكستان، ومن الشمال الشرقي أوزبكستان. الجزء الشمالي منها أرض مسطحة تمثل وادي فرغانة الزراعي، ترتفع الأرض جنوبا إلى الجبال على الحدود الجنوبية، جبال آلاي في الشرق، وتركستان في الغرب.

## التقسيمات الإدارية
تنقسم المنطقة إلى ثلاث مدن إدارية وثلاث مناطق إدارية تضم مجتمعات ريفية تضم قرى.
| الموقع | المنطقة         | المركز الإداري | المساحة  | السكان (تقدير 2021) | التقسيمات                          |
| ------ | --------------- | -------------- | -------- | ------------------- | ---------------------------------- |
|        | مدينة باتكين    |                | 205 كم٢  | 27730 نسمة          |                                    |
|        | مدينة كيزيل كيا |                | 78 كم٢   | 56819 نسمة          |                                    |
|        | مدينة سولوكتو   |                | 18 كم٢   | 24،238 نسمة         |                                    |
|        | منطقة باتكين    | باتكين         | 5948 كم٢ | 91983 نسمة          | 9 تجمعات ريفية تضم 47 قرية         |
|        | منطقة كادامجاي  | كادامجاي       | 6146 كم٢ | 201457 نسمة         | مدينتين، 13 تجمع ريفي تضم 115 قرية |
|        | منطقة ليلك      | رزاقوف         | 4653 كم٢ | 146020 نسمة         | مدينة، 9 تجمعات ريفية تضم 47 قرية  |

## السكان
بلغ عدد سكان المنطقة 380.3 ألف في تعداد 2009، بينما بلغ 548247 حسب تقدير يناير 2021.

### المجموعات العرقية
| العرق    | السكان  | النسبة |
| -------- | ------- | ------ |
| القيرغيز | 327،739 | 76.5٪  |
| أوزبك    | 63،048  | 14.7٪  |
| الطاجيك  | 29569   | 6.9٪   |
| الروس    | 3560    | 0.8٪   |
| التتار   | 1،910   | 0.4٪   |
| أتراك    | 888     | 0.2٪   |
| الأويغور | 264     | 0.1٪   |
| أخرى     | 1،295   | 0.3٪   |